# غوستاف كونراو
غوستاف كونراو (بالألمانية: Gustav Conrau),ولد في 2 أكتوبر 1865 في فورستهاوس بريمرن , كان تاجرًا و مستكشفًا ألمانيًا، نشط في مستعمرة الكاميرون الألمانية السابقة خلال أواخر القرن التاسع عشر.
بالإضافة إلى مهمته في استكشاف الفرص التجارية لصالح الشركات الألمانية، شارك غوستاف كونراو في أنشطة استكشافية وثقافية، حيث جمع تماثيل أفريقية تقليدية، وأنواعًا من النباتات والحيوانات المحلية، ثم أرسلها إلى متاحف داخل الإمبراطورية الألمانية، مساهمًا بذلك في توثيق الجوانب الطبيعية والثقافية لمستعمرة الكاميرون في أواخر القرن التاسع عشر.
ومنذ أواخر القرن التاسع عشر، أظهرت المتاحف الإثنولوجية ومتاحف الفن اللاحقة، فضلاً عن جامعي التحف الخاصة في أوروبا وأمريكا، تقديراً متزايداً للمنحوتات التقليدية الأفريقية، وأصبحت المنحوتات التي جمعها كونراو في مملكة بانجوا في الكاميرون معروفة دولياً باعتبارها روائع الفن الأفريقي.

## أبرز المقتنيات
من أبرز مقتنياته تمثال ملكة بانغوا (Bangwa Queen)، الذي أصبح لاحقًا جزءًا من مجموعة متحف كيه برانلي في باريس. كما سُميت عدة أنواع نباتية وحيوانية باسمه، مثل “Ficus conraui” و”Lygodactylus conraui” و”Conraua goliath”.